# 何遠東
何遠東（英語：Anthony Ho Yuen Tung，1984年9月24日—），香港男演員、主持及戲劇導師，前無綫電視基本藝人合約藝員。

## 背景

### 早年生活
何遠東出生時家境清貧，與家人同住九龍大磡村，惟不久遇上火災而獲政府編配至大埔廣福邨定居。他曾就讀大埔崇德黃建常紀念學校（1996年）及香港紅卍字會大埔卍慈中學（中一至中七；理科、2003年），中一時開始接觸戲劇活動。本來取得不夠14分的會考成績，但因在校時學科以外的表現良好而獲原校取錄，升讀預科課程和於香港高級程度會考內考獲丙級成績，繼而進入香港演藝學院。他在2008年畢業於香港演藝學院戲劇學院表演系榮譽藝術學士課程，就讀學院期間曾以舞台劇《取西經》及《偽善者》兩度獲得校內傑出演員獎。
另外，何遠東也曾奪取不少殊榮；2003年獲得香港青少年暑期活動計劃 —— 「藝術成就獎」，其後赴日本交流藝術文化。2007年則分別獲得毛俊輝獎學金、章賀麟獎、成龍慈善基金獎學金和匯豐銀行慈善基金 —— 香港與內地學生交流獎學金，並到雲南藝術學院交流藝術文化，後更修畢戲劇學院與中英劇團合辦的戲劇教育課程。2008年再次獲得迪士尼獎學金。

### 演藝發展

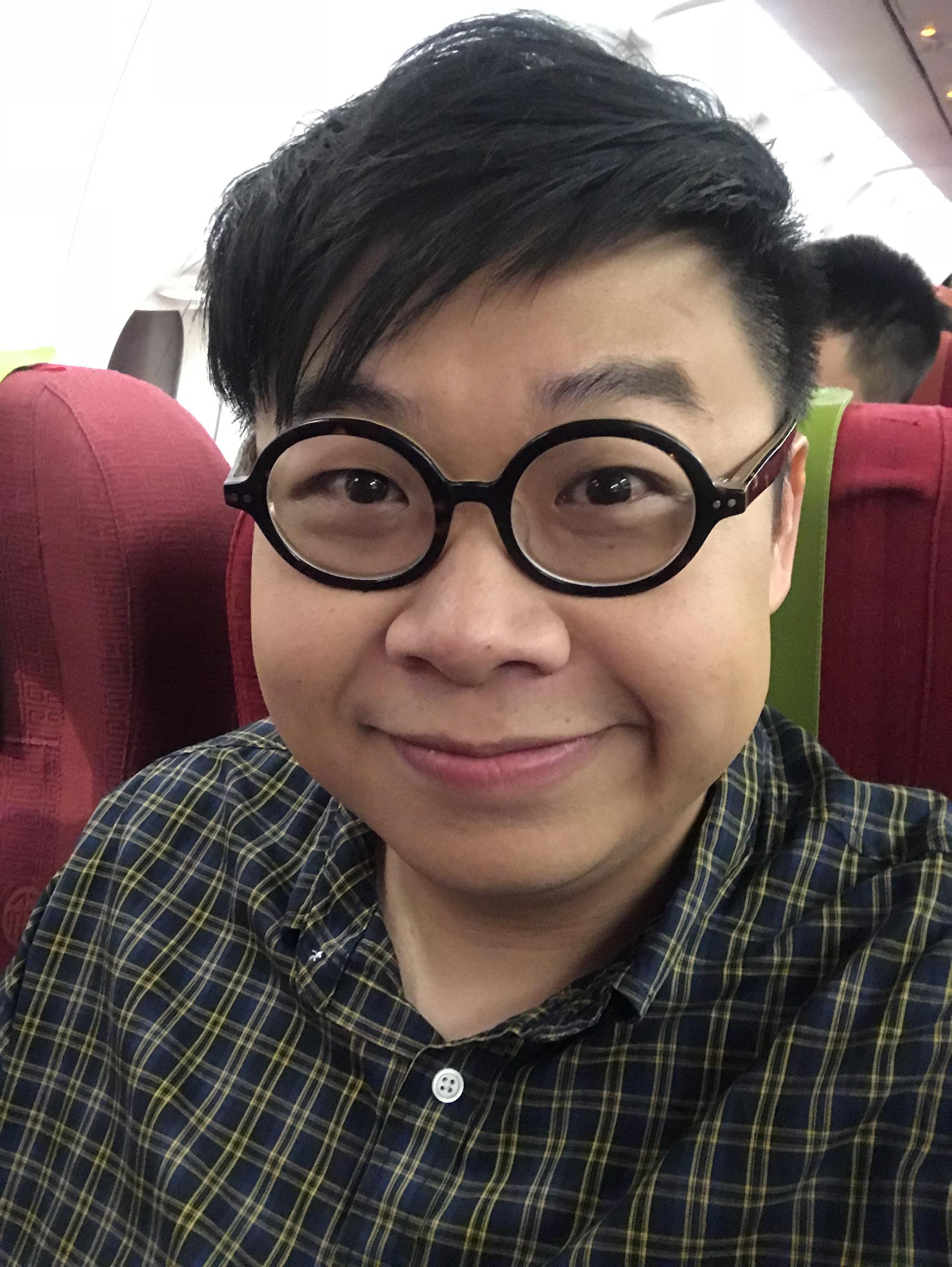
在2017年9月26日攝於新山一國際機場

2008年，何遠東畢業後獲邀加入無綫電視，參與幕前拍攝工作。2012年憑劇集《衝呀！瘦薪兵團》中飾演古怪租客「刁生」而為觀眾所認識。2014年，他憑舞台劇《華佗六頂記》獲提名第23屆香港舞台劇獎 —— 「最佳男主角（喜劇 / 鬧劇）」。2017年，他在劇集《心理追兇 Mind Hunter》中飾演精神病患者「唐俊文（文哥）」，演技受到觀眾讚賞，更獲支持獲得《萬千星輝頒獎典禮2017》「飛躍進步男藝員」。同年，他在台慶劇《降魔的》中飾演計程車司機「龍茂（龍貓）」，演出再度獲網民讚揚。他亦因拍攝此劇與同劇演員黃智雯及胡鴻鈞結緣，組成「降魔的偷跳小隊」。他憑此劇在《萬千星輝頒獎典禮2017》首度獲提名「最佳男配角」，並在《2017香港電視大獎》獲得「男配角獎（劇集）」。
2018年，何遠東接受傳媒專訪時透露過往體重曾高達280磅，亦經常吃煎炸食物，引致腸內患有腫瘤，最後成功切除；2020年，他在劇集《殺手》內飾演時裝設計師兼殺手經理人「趙諾琛（Dino）」，演出再度受到觀眾關注。另外，他近年為無綫電視監製王心慰常用演員。

### 戲劇教育
除幕前工作外，何遠東亦積極推動戲劇教育。他曾先後任教於家燕媽媽藝術中心、中英劇團 —— 中英戲劇樂園（葵青劇院及元朗劇院）、東華三院屯門綜合服務中心 —— 愛快樂劇團及街坊劇團、基督教香港信義會北區青少年綜合服務中心、PIP藝術中心、幼稚園和中小學等，藉以培育小朋友和青少年對戲劇的興趣，了解箇中技巧，且學習抱持正確態度與人溝通，多加重視合作精神。
自2008年起，何遠東便擔任香港學校戲劇節評判，期望能增加與學生在戲劇上交流。2013年，他跟兩位好友成立「種子藝術劇團」及擔任藝術總監，以互動劇場方式到學校宣傳環保，演出包括《保保保地球》和《齊齊綠綠續續》等。還有，何遠東至今參演過近400場學校巡迴劇，且分別以廣東話和普通話演出，包括香港藝術節《藝術巴別塔》（超過50場）、中英劇團《大國民起死記》（普通話演出、超過50場） 、TEFO《古蹟劇場》（20場）和知識產權署《互動劇場》（逾100場）等。

## 演出作品

### 電視劇
| 首播            | 劇名                             | 角色                         |
| 無綫電視        |                                  |                              |
| 2008年          | 畢打自己人                       | June 前男友                  |
| 2009年          | 古靈精探B                        | 二手手機舖店員（第13集）     |
| 2010年          | 鐵馬尋橋                         | 街頭賣武者                   |
| 2010年          | 翻叮一族                         | 張老師                       |
| 2011年          | 誰家灶頭無煙火                   | Henry                        |
| 2012年          | 當旺爸爸                         | 肥佬住客                     |
| 2012年          | 缺宅男女                         | 客 人                        |
| 2012年          | 衝呀！瘦薪兵團                   | 刁 生                        |
| 2012年          | 造王者                           | 大 廚                        |
| 2012年          | 法網狙擊                         | 艾家祐                       |
| 2012年          | 愛·回家                          | 陳 生（第21集）              |
| 2012年          | 愛·回家                          | 記 者（第108及200集）        |
| 2012年          | 愛·回家                          | Paul（第223集）              |
| 2013年          | 心路GPS                          | 賴導演                       |
| 2013年          | 戀愛季節                         | 年青朱家成                   |
| 2013年          | 巨輪                             | 姚浩男                       |
| 2013年          | 舌劍上的公堂                     | 林玉環                       |
| 2014年          | 寒山潛龍                         | 仁 / 客 / 安                 |
| 2014年          | 忠奸人                           | 陳 南                        |
| 2014年          | 老表，你好hea！                  | 費 柴                        |
| 2015年          | 鬼同你OT                         | 聰                           |
| 2015年          | 無雙譜                           | 戴 墨（大粒墨）              |
| 2015年          | 梟雄                             | 古文龍                       |
| 2016年          | 公公出宮                         | 丁                           |
| 2016年          | 為食神探                         | 路 人                        |
| 2016年          | 巨輪II                           | 姚浩男                       |
| 2016年          | 來自喵喵星的妳                   | 斐 立                        |
| 2017年          | 迷                               | Eric（第12及13集）           |
| 2017年          | 心理追兇 Mind Hunter             | 唐俊文（文哥）（第5 - 10集） |
| 2017年          | 全職沒女                         | 朱玉剛（第14集）             |
| 2017年          | 老表，畢業喇！                   | 傻 佬（第8及30集）           |
| 2017年          | 降魔的                           | 龍 茂（龍貓）                |
| 2017年          | 誇世代                           | 羅志威（第16、17、19集）     |
| 2019年          | 包青天再起風雲                   | 朱達榮                       |
| 2019年          | 堅離地愛堅離地（Astro AOD 首播） | 奕 奇                        |
| 2020年          | 黃金有罪                         | 陸小虎                       |
| 2020年          | 十八年後的終極告白               | 謝家富（肥仔富）             |
| 2020年          | 降魔的2.0                        | 龍 茂（龍貓）                |
| 2020年          | 殺手                             | 趙諾琛（Dino）               |
| 2020年          | 使徒行者3                        | 梅士貴                       |
| 2020年          | 愛美麗狂想曲（myTV Gold 首播）   | 彭 鵬                        |
| 2021年          | 失憶24小時                       | 吳耀松（肥松）               |
| 2021年          | 一笑渡凡間                       | 善 行                        |
| 2021年          | 欺詐劇團                         | 主 持（第2集）               |
| 2022年          | 回歸光影頌: 我的驕傲             | 阿 德                        |
| 2022年          | 美麗戰場                         | Henry（第11 - 12、16集）     |
| 2022年          | 法證先鋒V                        | 暴 食                        |
| 2024年          | 企業強人                         |                              |
| 2024年          | 異空感應                         | 陶小寶                       |
| 2024年          | 奔跑吧！勇敢的女人們             | 曾少秉                       |
| big big channel |                                  |                              |
| 2017年          | 降魔的番外篇 - 首部曲            | 龍 茂（龍貓）                |

### 電視節目
| 首播     | 節目名                              | 備註                                          |
| 無綫電視 |                                     |                                               |
| 2012年   | 千奇百趣東南亞                      | 飾演瘋狂博士                                  |
| 2014年   | 猩猩補習班                          | 固定演出                                      |
| 2017年   | 最緊要好玩                          | 固定演出                                      |
| 2017年   | 最緊要好好玩 消暑版                 | 固定演出                                      |
| 2018年   | 降魔的 捉妖遊戲                     | 飾演龍茂                                      |
| 2018年   | 愛與山同行                          | 固定演出                                      |
| 2019年   | Big Big小明星                       | 固定演出（爆谷哥哥、1月26日起至2020年4月4日） |
| 2019年   | #後生仔傾吓傾吓傾到2020             | 固定演出                                      |
| 2020年   | 金鼠賀歲迎新春                      | 固定演出                                      |
| 2021年   | 開心大綜藝                          | 固定演出                                      |
| 2021年   | 識貨                                | 參賽者                                        |
| 2021年   | We Miss Hong Kong STAY-cation晉級賽 | 固定演出                                      |
| 2022年   | Hands Up                            | 固定演出（八爪魚大王、3月14日起）             |
| 2022年   | 就算得你一個觀眾                    | 與鄧智堅、朱栢謙、黃頌明及吳嘉儀合作主持      |
| 其他     |                                     |                                               |
| 2017年   | 肥東吃喝玩樂                        | 主持之一                                      |

### 電影
| 首映   | 電影名                                                    | 角色                         |
| 2016年 | 洗衣鋪群星事件簿 （页面存档备份，存于）（無綫電視微電影） | 何遠東（遊戲棋子）（第14集） |
| 2018年 | 我的情敵女婿                                              | 男食客                       |
| 2018年 | 葉問外傳：張天志                                          | 肥 龍                        |
| 2019年 | 你咪理，我愛你！                                          | 肥 漢                        |
| 2019年 | 廉政風雲 煙幕                                             | 羅文發（文仔）               |
| 2021年 | 總是有愛在隔離                                            | 倫敦金經紀                   |

### 舞台劇
| 首演                                                                  | 劇名                                                           | 角色                | 劇團                         |
| 有待考究                                                              |                                                                |                     |                              |
|                                                                       | 羅密歐與茱麗葉                                                 |                     | 香港演藝學院                 |
|                                                                       | 夢幻愛程                                                       |                     | 香港演藝學院                 |
|                                                                       | 一千零一夜                                                     |                     | 香港演藝學院                 |
|                                                                       | 日月精忠                                                       |                     | 香港演藝學院                 |
|                                                                       | 威尼斯商人（首演及重演）                                       |                     | 香港演藝學院                 |
|                                                                       | 櫻桃園                                                         |                     | 香港演藝學院                 |
|                                                                       | 太白沉江                                                       |                     | 香港演藝學院                 |
| 2004年                                                                |                                                                |                     |                              |
|                                                                       | 霓裳派對                                                       |                     | 香港演藝學院                 |
| 2006年                                                                |                                                                |                     |                              |
| 1月16 - 21日                                                          | 哈姆雷特                                                       |                     | 香港演藝學院                 |
| 5月10 - 13日                                                          | 瘋狂小鎮                                                       |                     | 香港演藝學院                 |
| 2007年                                                                |                                                                |                     |                              |
| 1月15 - 20日                                                          | 取西經 （第六屆華文戲劇節開幕節目）                            | 唐 僧               | 香港演藝學院、香港戲劇協會   |
| 2008年                                                                |                                                                |                     |                              |
| 1月28日 - 2月2日                                                      | 三便士歌劇                                                     | 傑克（老虎）‧ 布朗  | 香港演藝學院                 |
| 4月3 - 5、7、8日                                                      | 偽善者（首演及澳洲重演）                                       | 泰篤夫              | 香港演藝學院                 |
| 5月27 - 31日                                                          | 一拍兩散偷錯情                                                 |                     | 香港演藝學院                 |
| 9月26 - 28日 10月2 - 5、7、8日                                        | 留住百味情                                                     |                     | 心創作劇場                   |
| 11月14 - 16日                                                         | 野玫瑰之戀                                                     |                     | 焦媛實驗劇團                 |
| 2009年                                                                |                                                                |                     |                              |
| 4月4、5、8、10、 11日                                                 | 南北和                                                         | 李世普              | 焦媛實驗劇團                 |
| 5月22 - 31日                                                          | 小人國2                                                        | 阿 東（第2場）      | W創作社                      |
| 5月22 - 31日                                                          | 小人國2                                                        | 喪屍師奶（第4場）   | W創作社                      |
| 5月22 - 31日                                                          | 小人國2                                                        | Alvin Wong（第5場） | W創作社                      |
| 5月22 - 31日                                                          | 小人國2                                                        | 情 侶（第6及8場）   | W創作社                      |
| 5月22 - 31日                                                          | 小人國2                                                        | 保 安（第7場）      | W創作社                      |
| 5月22 - 31日                                                          | 小人國2                                                        | 哥 哥（第9場）      | W創作社                      |
| 5月22 - 31日                                                          | 小人國2                                                        | 印度助手（第10場）  | W創作社                      |
| 7月22 - 26日                                                          | 劇場新丁（兒童劇）                                             | 新 丁               | 中英劇團                     |
| 8月29、30日                                                           | 柴娃娃初登場                                                   |                     | 中英劇團                     |
| 9月30日 - 10月4日                                                     | 野玫瑰之戀（3度公演）                                          |                     | 焦媛實驗劇團                 |
| 12月10 - 13、 17 - 21日                                               | 形 ‧ 體 ‧ 澎湃（跨界別劇場系列） （劇目三︰凝 ‧ 動；兼任編劇） |                     | 鄧樹榮戲劇工作室             |
| 2010年                                                                |                                                                |                     |                              |
| 4月2 - 5日 （香港理工大學賽馬會綜藝館）；9月4、5日 （元朗劇院演藝廳） | Q版老夫子 （盛事基金節目 —— 香港音樂劇展演）                   | 大蕃薯              | 春天實驗劇團、中英劇團       |
| 5月29 - 31日                                                          | 南北和（特別加料版）                                           | 李世普              | 春天戲曲發展、漢風戲曲新創念 |
| 9月22日 - 10月9日                                                     | 情場如戰場                                                     |                     | 焦媛實驗劇團                 |
| 11月18 - 21日                                                         | 動物農莊 （首演；粵語及英語演出）                              |                     | Theatre Noir                 |
| 2011年                                                                |                                                                |                     |                              |
| 5月13、14、20、21日                                                   | 七十二家租客                                                   | 太子炳              | 春天戲曲發展                 |
| 7月28日 - 8月14日                                                     | 六月新娘                                                       | 汪卓然              | 焦媛實驗劇團                 |
| 10月7、8、14、15日                                                    | Miss杜十娘                                                     | 夜 叉               | 春天戲曲發展、漢風戲曲新創念 |
| 2012年                                                                |                                                                |                     |                              |
| 2月13 - 15日                                                          | 大家樂（載譽重演） （特別演出）                                |                     | 春天戲曲發展、漢風戲曲新創念 |
| 7月19 - 22、24 - 29日                                                 | 飢餓藝術家                                                     |                     | 焦媛實驗劇團                 |
| 9月12 - 14、17、18日                                                  | 大家樂（三度公演） （特別演出）                                |                     | 春天實驗劇團                 |
| 10月19、20、26、 27日                                                 | 彩色青春 A-GO-GO                                               | 亞 肥               | 春天實驗劇團                 |
| 2013年                                                                |                                                                |                     |                              |
| 2月16 - 23日                                                          | 富貴逼人                                                       | 驃 嫂               | 春天實驗劇團                 |
| 8月23、24、30、31日                                                   | 小海白（兒童音樂劇）                                           | 惡多巴斯（八爪魚）  | 春天實驗劇團                 |
| 10月10 - 13日                                                         | 擋不住的偷情                                                   | 珍珍的怒漢丈夫      | 焦媛實驗劇團                 |
| 11月8 - 10日                                                          | 華佗六頂記                                                     | 華 佗               | 心靈客棧                     |
| 2014年                                                                |                                                                |                     |                              |
| 8月8 - 10日 （粵語版）；8月16、17日（英語版）                         | 我（不）完美 （合家歡奇幻音樂劇）                              | 愛德華              | Theatre Noir                 |
| 3月28 - 31日                                                          | 我的長腿叔叔 （粵語及英語演出）                                | 凱婷爸爸            | Theatre Noir                 |
| 3月28 - 31日                                                          | 我的長腿叔叔 （粵語及英語演出）                                | 白蘭花寄宿學校校監  | Theatre Noir                 |
| 2015年                                                                |                                                                |                     |                              |
| 2月12 - 15日                                                          | 富貴再逼人                                                     | 驃 嫂               | 春天實驗劇團                 |
| 3月27、28 （粵語版）、29日 （英語版）                                 | 我（不）完美（載譽重演） （合家歡奇幻音樂劇）                  | 愛德華              | Theatre Noir                 |
| 8月21 - 23日                                                          | 十二生肖大冒險の冰雪奇熊 （特邀演出及戲劇指導）                |                     | 香港舞蹈團                   |
| 2017年                                                                |                                                                |                     |                              |
| 2月11、12、18、19日                                                   | 窈窕淑女                                                       | 馬博士              | 春天實驗劇團                 |
| 2018年                                                                |                                                                |                     |                              |
| 7月28、29日 （元朗劇院演藝廳）；8月3 - 5日 （沙田大會堂演奏廳）       | 鬍鬚爺爺之詩遊記 （新編合家歡詩舞劇場） （特邀演出及戲劇指導） | 鬍鬚爺爺            | 香港舞蹈團                   |
| 8月16 - 19日                                                          | 相聚21克                                                       | Ben                 | iStage                       |
| 2021年                                                                |                                                                |                     |                              |
| 8月13 - 22日                                                          | 十二生肖大冒險の冰雪奇熊 （特邀演出及重演）                    |                     | 香港舞蹈團                   |

### 曾參與演唱會
| 日期               | 演唱會名                                                    | 備註        |
| 2009年9月4 - 7日   | 許冠傑難忘往日情演唱會                                      | 演出        |
| 2010年3月1、2日    | 廣東歌后麗莎響屯門演唱會                                    | 演出        |
| 2010年5月23 - 25日 | 波叔時代的EYT扮嘢騷音樂會                                   | 舞蹈演出    |
| 2011年2月14、15日  | 麗莎、鄧瑞霞新春情人節響屯門演唱會                          | 演出        |
| 2011年5月16、17日  | 胡楓萬千寵愛響屯門演唱會                                    | 演出        |
| 2013年12月23、24日 | 香港管弦樂團「鷹君集團五十周年呈獻：環遊世界聖誕夜」 音樂會 | 扮演精靈    |
| 2016年1月28 - 31日 | 海團劇場「熱烈地彈琴熱烈地唱」音樂會                        | 1月31日嘉賓 |

### 音樂錄像
- 2016年：康華、樊奕敏、馬蹄露《伊人當自強》  （页面存档备份，存于）

### 廣告
| 年份   | 產品                                                                                                |
| 2013年 | EGL 東瀛遊「自由行 - 辦公室篇」 （页面存档备份，存于）                                              |
| 2017年 | EcHouse （页面存档备份，存于） 置業易「免費裝修配對平台」 （页面存档备份，存于）                    |
| 2017年 | MediLASE「肥東揀女朋友篇之越大越愛？」 （页面存档备份，存于）                                       |
| 2017年 | Remescar「即效魅亮眼霜」 （页面存档备份，存于）                                                     |
| 2017年 | FreeMax「升降桌」 （页面存档备份，存于）                                                            |
| 2017年 | FreeMax「YoYo Chair」 （页面存档备份，存于）                                                        |
| 2017年 | Remescar「美脈修復眼霜」 （页面存档备份，存于）                                                     |
| 2018年 | 尚護健「口健樂 - 清新口氣珠」                                                                       |
| 2020年 | 僱員再培訓局「【ERB 學員技能 Show Hand Show】第1集：「笑」林秘笈」 （页面存档备份，存于）           |
| 2020年 | 僱員再培訓局「【ERB 學員技能 Show Hand Show】第2集：一杯「唔捨得飲」嘅咖啡」 （页面存档备份，存于） |
| 2020年 | 僱員再培訓局「【ERB 學員技能 Show Hand Show】第3集：我要好 Body」 （页面存档备份，存于）            |
| 2020年 | 僱員再培訓局「【ERB 學員技能 Show Hand Show】第4集：美甲唔易做」 （页面存档备份，存于）             |
| 2021年 | CB 日本生活百貨「專業除霉組合 - 艾美迪雅專業除霉啫喱、Arnest 長效抗菌防霉盒」                       |
| 2021年 | Melty Enz「淨腸溶腩酵素 - 【肥東變身至「型」雙東！！】」 （页面存档备份，存于）                     |

### 其他
- 2013年： 焦點綠色專訪✦何遠東先生（呀東） （页面存档备份，存于）
- 2014年：《創無限》 第31集  （页面存档备份，存于） （（页面存档备份，存于））（（页面存档备份，存于））

## 曾獲獎項與提名
| 年份   | 獎項                                                                           | 結果               |
| 2003年 | 香港青少年暑期活動計劃 —— 「藝術成就獎」                                       | 獲獎               |
| 2013年 | 2013年度新城勁爆兒歌頒獎禮「新城勁爆兒歌」——《八隻臭腳》、《我的污染Business》 | 提名               |
| 2014年 | 第23屆香港舞台劇獎「最佳男主角（喜劇 / 鬧劇）」——《華佗六頂記》                | 提名               |
| 2017年 | 香港電視大獎2017 「男配角獎（劇集）」——《降魔的》龍茂                          | 獲獎               |
| 2017年 | 萬千星輝頒獎典禮2017「最佳男配角」——《降魔的》龍茂                             | 提名               |
| 2017年 | 觀眾在民間電視大奬2017「民選最佳男配角」——《降魔的》龍茂                       | 最後五強（第二名） |
| 2017年 | 觀眾在民間電視大奬2017「民選飛躍男藝員」——《降魔的》、《心理追兇 Mind Hunter》 | 最後五強（第二名） |
| 2020年 | 萬千星輝頒獎典禮2020「最佳男配角」——《殺手》趙諾琛                             | 提名               |

## 外部連結
- 何遠東Anthony Ho(肥東)的Facebook專頁
- 何遠東--東東的新浪微博
- 何遠東的Instagram帳戶
- 何遠東在香港影庫上的簡介
- 就讀香港紅卍字會大埔卍慈中學高中時的何遠東（1）
- 就讀香港紅卍字會大埔卍慈中學時，何遠東與同學之合照（左二為何遠東）